# Unión de Armas

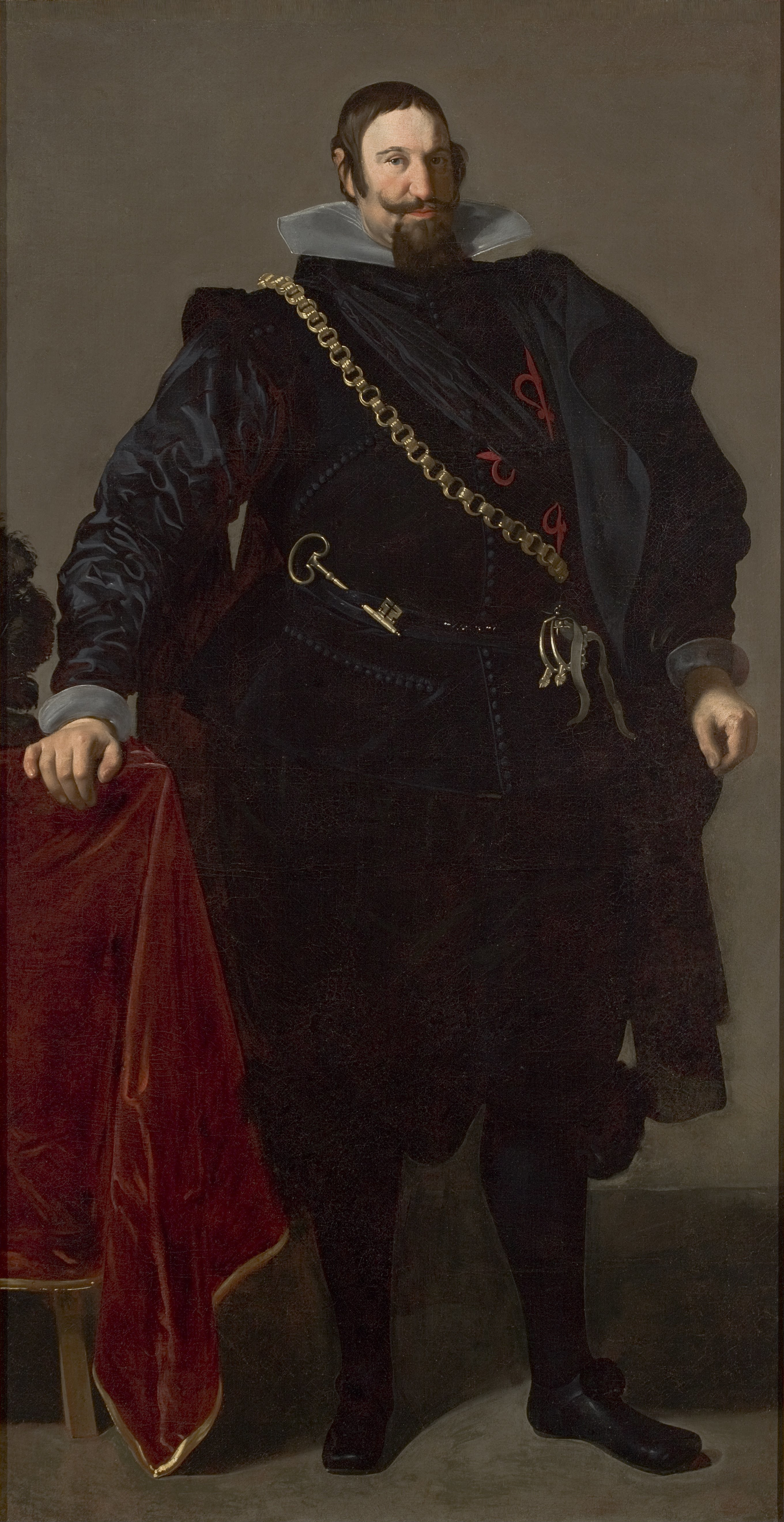
Retrato de Gaspar de Guzmán, Conde-Duque de Olivares, atribuido a Diego Velázquez (1624), Museo de Arte de São Paulo.

La Unión de Armas  fue una propuesta política proclamada oficialmente en 1626 por el Conde-Duque de Olivares, valido del rey Felipe IV, por la que todos los "Reinos, Estados y Señoríos" de la Monarquía Hispánica contribuirían en hombres y en dinero a su defensa, en proporción a su población y a su riqueza. Así la Corona de Castilla y su Imperio de las Indias aportarían 44 000 soldados; el Principado de Cataluña, el Reino de Portugal y el Reino de Nápoles, 16 000 cada uno; los Países Bajos del sur, 12 000; el Reino de Aragón, 10 000; el Ducado de Milán, 8000; y los reinos de Valencia, Mallorca y Sicilia, 6000 cada uno, hasta totalizar un ejército de 140 000 hombres.
El Conde-Duque pretendía hacer frente así a las obligaciones militares que la Monarquía de la Casa de Austria había contraído desde el inicio en 1618 de la guerra de los Treinta Años y  tras el fin de la "Tregua de los Doce Años" en 1621 que había reanudado la que se llamaría guerra de los Ochenta Años sostenida con los rebeldes de las Provincias Unidas de los Países Bajos. Sin embargo, el conde-duque era consciente de la dificultad del proyecto ya que tendría que conseguir la aceptación del mismo por las instituciones propias de cada territorio —singularmente de sus Cortes—, y éstas eran muy celosas de sus fueros y privilegios.

## Antecedentes
La Monarquía Hispánica nació en 1479 de la unión dinástica de la Corona de Castilla y de la Corona de Aragón por el matrimonio de sus respectivos soberanos Isabel I de Castilla y Fernando II de Aragón, conocidos como los Reyes Católicos. Desde entonces la Monarquía Católica, como era conocida oficialmente, fue agregando diversos "Reinos, Estados y Señoríos" en Europa y en América hasta convertirse bajo los reyes de la Casa de Austria en la Monarquía más poderosa de su tiempo. En 1580 Felipe II incorporó a la Monarquía el reino de Portugal con lo que toda España —en el sentido geográfico que tenía este término entonces— quedó bajo la soberanía de un único monarca. Como advirtió Francisco de Quevedo en España defendida, obra publicada en 1609, «propiamente España se compone de tres coronas: de Castilla, Aragón y Portugal». En cuanto a su estructura interna la Monarquía Hispánica era una monarquía compuesta en la que los "Reinos, Estados y Señoríos" que la integraban estaban unidos según la fórmula aeque principaliter, "bajo la cual los reinos constituyentes continuaban después de su unión siendo tratados como entidades distintas, de modo que conservaban sus propias leyes, fueros y privilegios. «Los reinos se han de regir, y gobernar —escribe Solórzano—, como si el rey que los tiene juntos, lo fuera solamanente de cada uno de ellos» [...] En todos estos territorios se esperaba que el rey, y de hecho se le imponía como obligación, que mantuviese el estatus e identidad distintivos de cada uno de ellos".
El rey católico no tenía los mismos poderes en sus Estados. Así, mientras en la Corona de Castilla gozaba de una amplia libertad de acción debido a la debilidad de las Cortes de Castilla tras la derrota de la revuelta de las Comunidades de Castilla en la tercera década del siglo XVI, en los estados de la Corona de Aragón y en Portugal su autoridad estaba considerablemente limitada por las leyes e instituciones de cada uno de ellos. Esto explica que Castilla soportara la mayor carga de los gastos de la Monarquía", pero que también gozara del beneficio de constituir el núcleo central de la misma —por ejemplo, la inmensa mayoría de los cargos eran ocupados por la nobleza castellana y por juristas castellanos— y quedar adscrita a su Corona el Imperio de las Indias. Como ha señalado John Elliot, "los castellanos, al conquistar las Indias y reservarse los beneficios para sí mismos, aumentaron enormemente su propia riqueza y poder en relación con los otros reinos y provincias de la monarquía hispánica". Su consolidación como el núcleo central de la Monarquía —"las responsabilidades extraordinarias conllevaban privilegios extraordinarios", como ha señalado Elliott— avivó la identidad distintiva y el sentimiento de superioridad de Castilla —especialmente después de que Felipe II en 1561 fijara en Madrid la sede definitiva y permanente de su corte— lo que fue criticado por los habitantes de los estados no castellanos peninsulares, aunque también los hubo que sintieron la atracción de la cultura y la lengua de una corte dominante.
A principios del siglo XVII, la situación de Castilla —de donde hasta entonces habían salido los hombres y los impuestos que necesitaron Carlos I y Felipe II para su política hegemónica en Europa— ya no era la misma que la del siglo anterior. Como ha señalado Joseph Pérez, Castilla "se hallaba exhausta, arruinada, agobiada después de un siglo de guerras casi continuas. Su población había mermado en proporción alarmante; su economía se venía abajo; las flotas de Indias que llevaban la plata a España llegaban muchas veces tarde, cuando llegaban, y las remesas tampoco eran las de antes. En comparación con Castilla, las coronas de Aragón y Portugal habían conservado su autonomía interna, protegida por sus fueros y leyes, que limitaban el poder del rey". La difícil situación de Castilla y la caída de las remesas de metales preciosos de las Indias tuvo una repercusión inmediata en los ingresos de la Hacienda real. Así, en la primera década del siglo XVII, durante el reinado de Felipe III, los tercios que luchaban en los Países Bajos para sofocar la rebelión iniciada cuarenta años antes se amotinaron en diversas ocasiones por no recibir sus pagas, hasta el punto que el rey se vio obligado a firmar en 1609 la Tregua de los Doce Años, lo que suponía el reconocimiento de facto de la independencia de las Provincias Unidas. Pero en 1618 comenzó la que sería llamada guerra de los Treinta Años y en 1621 expiró la tregua con las Provincias Unidas, una nueva situación bélica a la que tuvo que hacer frente el nuevo rey Felipe IV y su valido el conde-duque de Olivares.

## El proyecto de Olivares: el memorial secreto de 1624

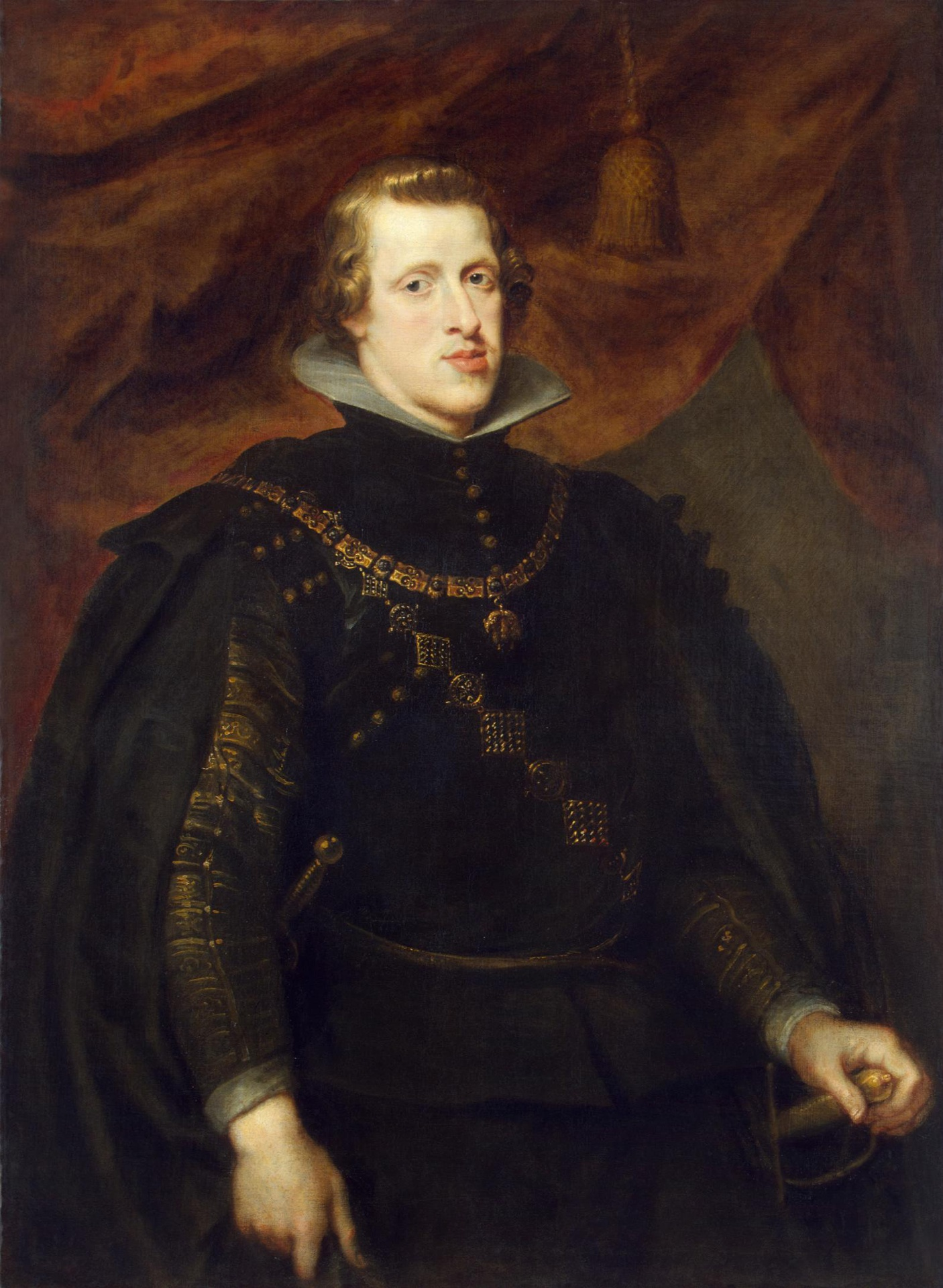
Retrato de Felipe IV de España pintado por Rubens en 1628

El estallido de la guerra de los Treinta Años y la depresión económica del siglo XVII que alcanzó a buena parte de Europa hicieron que los gobernantes de las monarquías compuestas se plantearan alcanzar una mayor cohesión y uniformidad, porque consideraban que la diversidad inherente a este tipo de monarquía era un obstáculo para un gobierno eficaz, en un momento en que era necesario movilizar al máximo los recursos y aumentar los ingresos de la hacienda real para hacer frente a la guerra. Por ejemplo, los consejeros de Luis XIII de Francia insistieron en aplicar el sistema de los pays d'élections —donde la autoridad del monarca era muy amplia— a los pays d'états —donde estaba limitada por las leyes e instituciones propias—. En ese contexto se sitúa el proyecto de Olivares resumido en su aforismo Multa regna, sed una lex, «Muchos reinos, pero una ley».

No pueden existir dudas con respecto a la naturaleza de aquella una lex. Había de ser inevitablemente la ley de Castilla, donde el poder del rey era más efectivo que en cualquier provincia que mantuviese todavía sus tradicionales libertades. De hecho la castellanización solicitada desde hacía tiempo por algunos sectores influyentes, iba a ser ahora la política oficial del rey de España.
Elliott (1982, pp. 179)

Lo que implicaba esta política era modificar el modelo político de monarquía compuesta de los Austrias en el sentido de uniformizar las leyes e instituciones de sus reinos y conseguir de esta forma que la autoridad del rey saliera reforzada al alcanzar el mismo poder que tenía en Castilla. Esta política fue plasmada en el famoso memorial secreto preparado por Olivares para Felipe IV, fechado el 25 de diciembre de 1624, cuyo párrafo clave decía: 

Tenga Vuestra Majestad por el negocio más importante de su Monarquía, el hacerse Rey de España: quiero decir, Señor, que no se contente Vuestra Majestad con ser Rey de Portugal, de Aragón, de Valencia, Conde de Barcelona, sino que trabaje y piense, con consejo mudado y secreto, por reducir estas reinos de que se compone España al estilo y leyes de Castilla, sin ninguna diferencia, que si Vuestra Majestad lo alcanza será el Príncipe más poderoso del mundo.
Elliott (1982, pp. 179)

A continuación Olivares proponía tres posibles maneras de alcanzar ese objetivo, la primera de las cuales «la más dificultosa de conseguir (pero la mejor, pudiendo ser) sería que VM favoreciese los de aquel reino, introduciéndolos en Castilla, casándolos con ella, y los de acá allá». Se trataría, pues, de reducir los diversos reinos a las leyes de Castilla mediante la mezcla de sus naturales con matrimonios entre personas de unos y otros y con la concesión de cargos a los no castellanos —lo que no sería bien recibido en Castilla—. Que ésta era la manera que Olivares prefería lo demuestra el hecho de que insistiera en ello en otras partes del memorial y de que recogiera asimismo en el mismo "todas las quejas y descontentos de los aragoneses, catalanes y portugueses durante las décadas precedentes [la ausencia del rey de sus estados y la exclusión de los cargos de la Monarquía]":

¿Qué razón hay para que sean excluidos de ningún honor o privilegio de estos reinos, sino que gocen igualmente de los honores, oficios y confianzas que los nacidos en medio de Castilla y Andalucía, estos vasallos, no siendo de conquista, título de menos confianza y seguridad, y que hayan de estar desposeídos de los privilegios aquellos naturales de reinos y provincias en que VM ha entrado a reinar con un derecho asentado y llano y donde reinaron tantos ascendientes de VM continuadamente?

¿Y qué maravilla es que siendo estos mismos vasallos de Castilla admitidos en todos los honores donde VM asiste, y que gozan de su Real presencia, causen celos, descontentos y desconfianzas? Las hay grandísimas y justificadísimas en todos  estos reinos y provincias, que no sólo se ha contentado el gobierno de tantos años con tenerlos sin la presencia de su Rey, sino también inhabilitados para las honras y notados por desconfidentes y desiguales en todo a los otros vasallos...
Elliott (1982, pp. 180-181)

## La Unión de Armas

### La génesis de la Unión de Armas

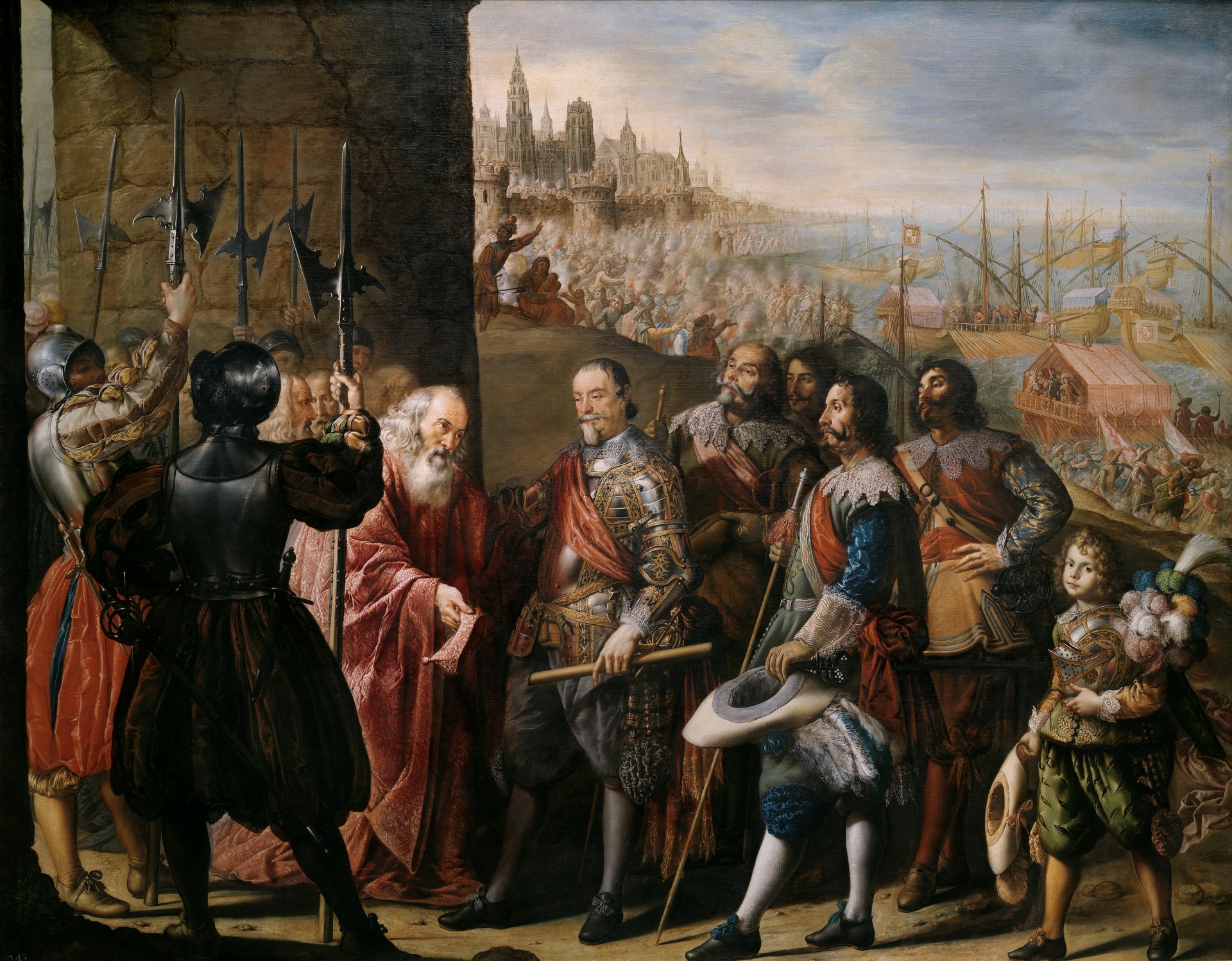
"El socorro de Génova por el II Marqués de Santa Cruz" de Antonio de Pereda (1634-1635). Representación de la expedición de Álvaro de Bazán para socorrer a la República Genovesa, aliada de la Monarquía Hispánica, durante el asedio francés de 1625.

Desde principios del siglo XVII, cuando se hizo evidente la "decadencia" de Castilla, había ido creciendo la reivindicación, especialmente entre los arbitristas, de que las cargas de la Monarquía fueran compartidas por el resto de los reinos no castellanos. Así, por ejemplo, el arbitrista Álamos de Barrientos señaló en un discurso presentado al nuevo rey Felipe III hacia 1600 que «en otras monarquías todos los miembros contribuyen para la conservación y grandeza de la cabeza y naturales de ella, como es justo...; y en la nuestra es la cabeza la que trabaja y da para que los demás miembros se alimenten y duren».
Cuando en 1618 comenzó la que sería llamada guerra de los Treinta Años y el rey demandó el envío de una remesa de dinero con destino a Alemania e Italia, el Consejo de Hacienda respondió que «la real hacienda no está en estado que se puedan proveer por agora estas partidas» y explicaba la situación alegando que todo «se provee de la hacienda de Castilla y de lo que se trae de las Indias, sin que contribuyan en nada las coronas de Aragón, Valencia, Cataluña, Portugal y Navarra», por lo que recomendaba al rey que tomara «en consideración si sería bien tratar con el Consejo de Aragón que los dichos reinos se encargasen de la provisión de la cantidad necesaria para la paga de la gente de guerra de ellos». En el mismo sentido se manifestó pocos meses más tarde el Consejo de Castilla que en una «consulta» del 1 de febrero de 1619 propuso que las otras "provincias", además de Castilla, ya que todas ellas estaban interesadas en la «conservación» de la Monarquía, «fuera justo que se ofrecieran, y aun se les pidiera ayudaran con algún socorro, y que no cayera todo el peso y carga sobre un sujeto tan flaco y tan desuntanciado».
Sin embargo, la opinión que tenían los arbitristas y los consejos castellanos sobre la escasa contribución de los estados de la Corona de Aragón a los gastos de la Monarquía no se ajustaba completamente a la realidad. Por ejemplo, el Reino de Valencia se hacía cargo del mantenimiento de las torres y puntos de defensa en la costa, con sus respectivas guarniciones, para hacer frente a los frecuentes ataques de los corsarios de Argel o Túnez, y además estaba el "servicio" aprobado en las Corts celebradas en 1604. Y por otro lado, los castellanos creían que estaban más poblados y eran más ricos de lo que eran en realidad, una idea que también compartía el Conde-Duque de Olivares.
Estos eran los problemas a los que tuvo que enfrentarse el nuevo rey Felipe IV al morir su padre en marzo de 1621 —el año en que expiraba la Tregua de los Doce Años— y su valido el conde de Olivares —que tras obtener más tarde el ducado de Sanlúcar sería más conocido como el Conde-Duque de Olivares—. Según John H. Elliott, "si existía en España un hombre preparado para luchar contra los enormes problemas del momento, ese era el conde de Olivares".

### El proyecto de la Unión de Armas

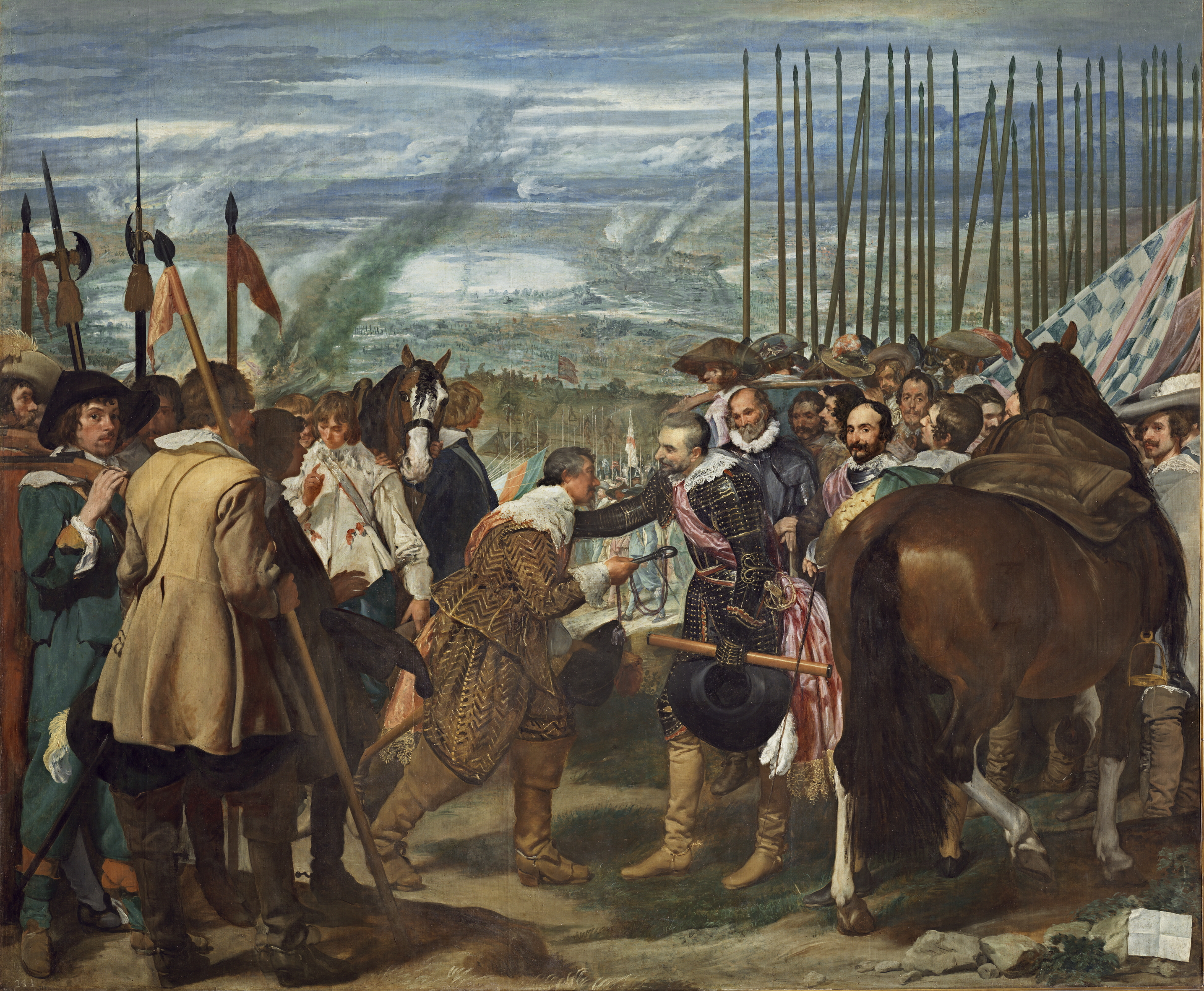
Pintura La rendición de Breda de Velázquez (1634) conmemorando la conquista de esa ciudad de Flandes en 1625, dentro del contexto de la guerra de los Ochenta Años.

Según Elliott, Olivares era consciente de que la realización del proyecto que había expuesto en el memorial secreto requeriría mucho tiempo, y que "mientras tanto la Monarquía tenía que ser defendida y Castilla aliviada de parte de su pesada carga. Por esta razón elaboró un segundo proyecto, de un alcance menos ambicioso, conocido como la Unión de Armas".
Olivares incorpora a su proyecto la idea de la uniformidad fiscal defendida por los arbitristas, por el Consejo de Hacienda y por el Consejo de Castilla, y lo propone como una vía paralela para acelerar la unión entre los diferentes reinos y estados de la Monarquía al crear una comunidad de defensa que respondiera a la comunidad de intereses de todos ellos. Así lo expresaba el propio Olivares:

El remedio de todos los daños que pueden ofrecerse consiste sólo en que como leales vasallos nos unamos todos... juzgando por cierto e indudable que cesarán y se rendirán los enemigos todos de SM en viendo que sus Reinos se halla cada uno con la sustancia de todos los otros, y que es un cuerpo mismo
Elliott (1982, pp. 183)

El proyecto de Unión de Armas suponía la creación de un ejército de reserva de 140 000 hombres reclutados y mantenidos por los diferentes reinos, estados y señoríos de acuerdo a sus posibilidades. El reparto propuesto por Olivares era el siguiente:
- Corona de Castilla y su Imperio de las Indias, 44 000 soldados.
- Reino de Portugal, 16 000 soldados.
- Principado de Cataluña,16 000 soldados.
- Reino de Nápoles, 16 000 soldados.
- Países Bajos españoles, 12 000 soldados.
- Reino de Aragón, 10 000 soldados.
- Ducado de Milán, 8000 soldados.
- Reino de Valencia, 6000 soldados.
- Reino de Sicilia, 6000 soldados.
- Islas del Mediterráneo (Reino de Mallorca y Cerdeña) y del Atlántico, 6000 soldados.

Reinos y número de soldados según el reparto propuesto en la Unión de Armas.

La idea de la Unión de Armas era que el rey acudiera a la defensa de la provincia que fuera atacada con la séptima parte del ejército de reserva —que sería la fracción que debían aportar el resto de las "provincias" para la defensa de la que estaba siendo agredida—. Por ejemplo, si Flandes era atacado Cataluña tendría que enviar allí la séptima parte de su contribución, es decir, 2286 hombres, y el resto de señoríos y reinos la misma proporción, lo que totalizaría 24 000 hombres que se pondrían al servicio del rey. Por otro lado, las tropas de este ejército de reserva no estaría permanentemente movilizadas sino que sus integrantes seguirían con sus ocupaciones civiles hasta que fueran llamados para combatir.
Si el fin inmediato de la Unión de Armas era aliviar la carga fiscal que padecía Castilla, el fin último era, según Elliott, que "acostumbrando a las diferentes provincias a la idea de la cooperación militar se prepararía el terreno para la completa unión de las provincias de la Monarquía". Así se desprende de estas palabras de Olivares:

Hoy el vulgo mira a cada uno de los nacionales con poca diferencia de los enemigos, y esto es en todos los Reinos. El día que Castilla sea feudatoria de Aragón y Aragón de Castilla, Portugal de entrambas, y entrambas de Portugal, y esto mismo respecto de los Reinos de España, los de Italia y los de Flandes en recíproca correspondencia, es necesario que esta sequedad y separación de corazones que hasta ahora ha habido, se una con estrecho vínculo naturalmente por medio de la unión de las Armas. Pues cuando los portugueses vean a los castellanos, y los castellanos a los portugueses, sabrán que ve cada uno al amigo y feudatorio del otro, y al que le ha de socorrer con su sangre y con su gente en la necesidad que tuviere
Elliott (1982, pp. 184)

## Oposición de los reinos y estados no castellanos a la Unión de Armas
Mientras en la corte de Madrid la Unión de Armas fue recibida con grandes elogios —el confesor del rey fray Antonio de Sotomayor, por ejemplo, la calificó de «único medio para la sustentación y restauración de la monarquía»—, en los estados no castellanos ocurrió exactamente lo contrario, conscientes de que si se aprobaba tendrían que contribuir regularmente con tropas y dinero, y de que supondría una violación de sus fueros, ya que en todos ellos, como ha señalado Elliott, «reglas muy estrictas disponían el reclutamiento y la utilización de las tropas... En Aragón y Valencia, los vasallos no podían ser obligados a marchar más allá de sus fronteras con fines militares... En Cataluña en el caso de guerra ofensiva y no defensiva, parecía difícil hacer que los catalanes sirvieran más allá de sus propias fronteras a expensas del rey, e imposible a sus propias expensas. [...] Quizá sólo una inmediata y generosa oferta de tratar a los no castellanos sobre las mismas bases que a los castellanos en la distribución de cargos y en la organización del comercio tendría ciertas posibilidades de inducir a los catalanes y a los portugueses a abandonar algunos de sus privilegios y a unirse a una causa común... [Pero así y todo] era difícil que Castilla tolerase una tentativa de hacerla abandonar el monopolio de los cargos o de los privilegios comerciales».
Según Joseph Pérez, la oposición de los estados no castellanos a la Unión de Armas se debió, en primer lugar, a que el cambio que se proponía «era demasiado fuerte como para ser aceptado sin resistencia» por unos «reinos y señoríos que habían disfrutado desde siglo y medio de una autonomía casi total»; y, en segundo lugar, porque «el propósito de crear una nación unida y solidaria venía demasiado tarde: se proponía a las provincias no castellanas participar en una política que estaba hundiendo a Castilla cuando no se le había dado parte ni en los provechos ni en el prestigio que aquella política reportó a los castellanos, si los hubo».
En los estados peninsulares advirtieron en seguida cuáles eran las intenciones últimas de la propuesta de Olivares. Así, por ejemplo, el párroco de la iglesia de San Martín en Valencia, mosén Pere Joan Porcar, escribió en su dietari: Olivares «pretén que totes les corones y regnes de Aragó han de ser conforme la de Castella, no obstant los furs y privilegis de dits Regne» ['pretende que todas las coronas y reinos de Aragón tienen que ser conforme a la de Castilla, a pesar de los fueros y privilegios de esos reinos']. El doctor Jerónimo Pujades escribió que en Barcelona se decía del enviado de Olivares, Salvador Fontanet, regente catalán del Consejo de Aragón, que «volia que Castella i Aragó fos tot una corona, lleis i moneda» ['quería que Castilla y Aragón fueran una misma corona, leyes y moneda'].

### Las Cortes de 1626 del reino de Aragón, del reino de Valencia y del Principado de Cataluña
En diciembre de 1625 el rey Felipe IV convocó Cortes del Reino de Aragón, que se celebrarían en Barbastro; Cortes del Reino de Valencia, a celebrar en Monzón), y Cortes catalanas, que se reunirían en Lérida, aunque finalmente el rey cedió a la presión de la ciudad de Barcelona y las trasladó allí. El 13 de enero de 1626 el rey y Olivares llegaron a Zaragoza. Una semana después abrieron sus sesiones las Cortes aragonesas y el 31 de enero las del Reino de Valencia, pero pronto advirtieron los oficiales reales el poco entusiasmo que mostraban ambas por la Unión de Armas porque consideraban «condición dura el quedar expuestos a salir fuera siempre que se les ordenase». Como las sesiones se eternizaban, Olivares persuadió a las Cortes aragonesas para que continuaran sus sesiones en Barbastro sin la presencia del rey y a continuación dio de plazo hasta el 21 de marzo a las Cortes valencianas reunidas en Monzón para que aprobaran la Unión de Armas. Finalmente Olivares tuvo que cambiar sus planes y aceptar un subsidio, que las Cortes concedieron de mala gana, de un millón de ducados que serviría para mantener a 1000 soldados —lejos, pues, de los 6000 previstos— que se pagaría en quince plazos anuales —72 000 ducados cada año—. Por su parte las Cortes aragonesas después de varias semanas de reuniones —mientras el rey se encontraba en Barcelona presidiendo las Cortes catalanas— ofrecieron finalmente —a lo que no fue ajena la amenaza velada de los oficiales reales a alojar tropas en las localidades más recalcitrantes— dos mil voluntarios durante quince años, o los 144 000 ducados anuales con los que se pagaría esa cantidad de hombres —muy lejos también de la cifra de 10 000 soldados prevista por Olivares para el reino de Aragón—.
El 26 de marzo de 1626 Felipe IV hizo su entrada triunfal en Barcelona y al día siguiente juró las Constituciones catalanas, quedando sancionado como soberano del Principado de Cataluña con el título de conde de Barcelona. Poco después se inauguraron las cortes catalanas con la lectura de la proposición real preparada por Salvador Fontanet y que fue leída por el protonotario Jerónimo de Villanueva:

Catalanes míos, vuestro conde llega a vuestras puertas acometido e irritado de sus enemigos, no a proponeros que le deis hacienda para gastar en dádivas vanas [...] Hijos, una y mil veces os digo y os repito que no sólo [no] quiero quitaros vuestros fueros, favores e inmunidades [...] os propongo el resucitar la gloria de vuestra nación y el nombre que tantos años ha está en olvido y que tanto fue el terror y la opinión común de Europa.
Torres (2006, pp. 47)

Sin embargo, estas palabras no ablandaron la oposición de los tres braços a la Unión de Armas, ni siquiera cuando Olivares propuso cambiar los soldados por un "servicio" de 250 000 ducados anuales durante quince años, o por un "servicio" único de más de tres millones de ducados. Los braços estaban más interesados en que se aprobaran sus propuestas de nuevas "Constituciones" y que se atendieran los "greuges" ('agravios') contra los oficiales reales que se habían acumulado desde la celebración de las últimas cortes catalanas en 1599. Como las sesiones se alargaban sin que se llegara a tratar el tema que le había llevado allí —la Unión de Armas—, el rey Felipe IV abandonó precipitadamente Barcelona el 4 de mayo de 1626 sin clausurar las Cortes.
Sin embargo, Olivares, "ignorando el hecho desagradable de que ninguno de los reinos [de Aragón y de Valencia] había votado tropas para el servicio más acá de sus propias fronteras, y de que los catalanes no habían votado siquiera una suma de dinero", proclamó el 25 de julio de 1626 el nacimiento oficial de la Unión de Armas.
Si bien los virreinatos americanos ya tenían una carga impositiva alta, similar a la de Castilla, Olivares asignó a Perú una cuota por valor de 350 000 ducados y a Nueva España 250 000 ducados para la defensa del comercio transatlántico.[cita requerida]

## El fracaso de la Unión de Armas: las rebeliones deCataluñay de Portugal de 1640

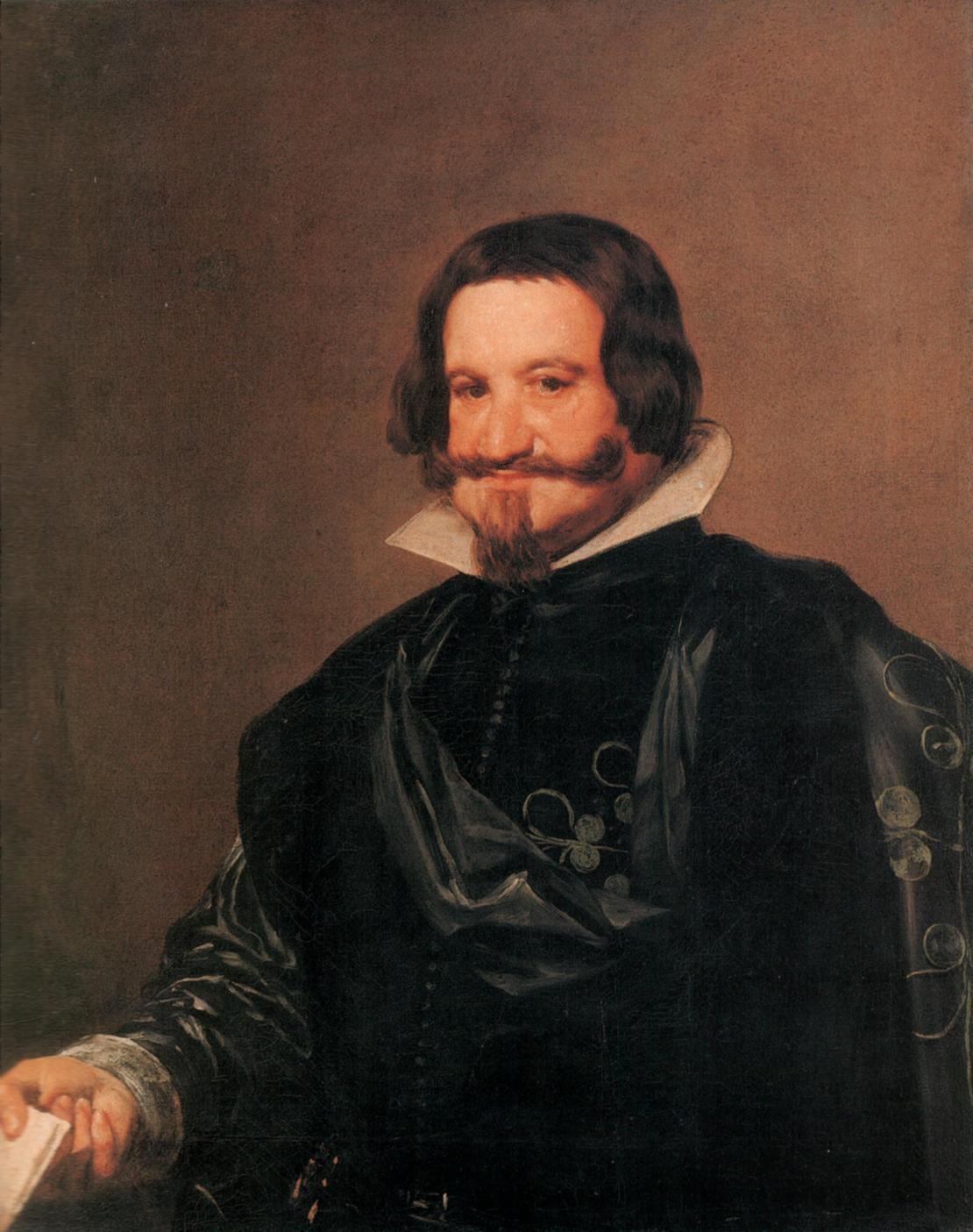
Retrato del Conde-Duque de Olivares pintado por Velázquez en 1635.

En 1632 Olivares volvió a intentar que las cortes catalanas aprobaran la Unión de Armas o un "servicio" en dinero equivalente y se reunieron de nuevo. Pero éstas aún duraron menos que las de 1626 ya que cuestiones de protocolo —como la reivindicación de los representantes de Barcelona del privilegio de ir cubiertos con sombrero en presencia del rey— y los interminables greuges agotaron la paciencia del rey y de nuevo se marchó sin clausurarlas. Como ha señalado Xavier Torres, el fracaso de estas nuevas cortes sancionó "de hecho, el divorcio entre el monarca —o su valido— y las instituciones del Principado".
Cuatro años después, la declaración de guerra de Luis XIII de Francia a Felipe IV, llevó la guerra a Cataluña dada su situación fronteriza con la monarquía de Francia, por lo que, como afirma Xavier Torres, "los catalanes se encontraron -como aquel que dice- con la Unión de Armas en casa".
El Conde-Duque de Olivares se propuso concentrar en Cataluña un ejército de 40 000 hombres para atacar Francia por el sur y al que el Principado tendría que aportar 6000 hombres. Para poner en marcha su proyecto en 1638 nombra como nuevo virrey de Cataluña al conde de Santa Coloma, mientras que ese mismo año se renueva la Diputación General de Cataluña de la que entran a formar parte dos firmes defensores de las leyes e instituciones catalanas, el canónigo de Urgel Pau Claris y Francesc de Tamarit. Pronto surgen los conflictos entre el ejército real —compuesto por mercenarios de diversas "naciones" incluidos los castellanos— con la población local a propósito del alojamiento y manutención de las tropas. Se extienden las quejas sobre su comportamiento —se les acusa de cometer robos, exacciones y todo tipo de abusos—, culminando con el saqueo de Palafrugell por el ejército estacionado allí, lo que desencadena las protestas de la Diputació del General y del Consell de Cent de Barcelona ante Olivares.
El Conde-Duque de Olivares, necesitado de dinero y de hombres, confiesa estar harto de los catalanes: «Si las Constituciones embarazan, que lleve el diablo las Constituciones». En febrero de 1640, cuando ya hace un año que la guerra ha llegado a Cataluña, Olivares le escribe al virrey Santa Coloma:

Cataluña es una provincia que no hay rey en el mundo que tenga otra igual a ella... Si la acometen los enemigos, la ha de defender su rey sin obrar ellos de su parte lo que deben ni exponer su gente a los peligros. Ha de traer ejército de fuera, le ha de sustentar, ha de cobrar las plazas que se perdieren, y este ejército, ni echado el enemigo ni antes de echarle el tiempo que no se puede campear, no le ha de alojar la provincia... Que se ha de mirar si la constitución dijo esto o aquello, y el usaje, cuando se trata de la suprema ley, que es la propia conservación de la provincia
Pérez (1980, pp. 234-235)

Así a lo largo de 1640 el virrey Santa Coloma, siguiendo las instrucciones de Olivares, adopta medidas cada vez más duras contra los que niegan el alojamiento a las tropas o se quejan de sus abusos. Incluso toma represalias contra los pueblos donde las tropas no han sido bien recibidas y algunos son saqueados e incendiados. El diputado Tamarit es detenido. Los enfrentamientos entre campesinos y soldados menudean hasta que se produce una insurrección general en la región de Gerona que pronto se extiende a la mayor parte del Principado. El 7 de junio de 1640, fiesta del Corpus, rebeldes mezclados con segadores que habían acudido a la ciudad para ser contratados para la cosecha, entran en Barcelona y estalla la rebelión. "Los insurrectos se ensañan contra los funcionarios reales y los castellanos; el propio virrey procura salvar la vida huyendo, pero ya es tarde. Muere asesinado. Los rebeldes son dueños de Barcelona". Fue el Corpus de Sangre que dio inicio a la Sublevación de Cataluña. En diciembre se sublevaba el reino de Portugal y en el verano de 1641 se descubría la conspiración del duque de Medina Sidonia en Andalucía.
A principios de 1643 Felipe IV autorizaba al Conde-Duque de Olivares a que se retirara a sus tierras. Se constataba así el fracaso de "una política audaz de integración hispánica que acabó en un desastre casi total" y que "estuvo casi a punto de hundir la monarquía [de Felipe IV]".